# ドナルド・ブレン
ドナルド・ブレン（Donald Bren、1932年 - ）は、アメリカ合衆国の実業家。ロサンゼルス出身の富豪であり、アメリカの大手不動産会社である、アーヴァイン・カンパニー（w:Irvine Company）の会長である。
フォーブス誌による2005年フォーブズ400長者番付で、ブレンは38位にランク付けされている。

## 経歴
父親は映画プロデューサーのミルトン・ブレン、義理の母にクレア・トレヴァーがいる。ワシントン大学で学んだ。卒業後はアメリカ海軍に従軍。
1977年にIrvine Companyを購入した34人の投資家の一人となる。1994年に会長に就任。
多数の公的な寄付を行っており、カリフォルニア大学のアーバイン校やサンタバーバラ校においては、彼の貢献を称え、彼の名がスクールやイベント会場などの名前につけられている。